# Шпаковичі
Шпаковичі також Шпаковські (пол. Szpakowicz) — давній шляхетський рід гербу Одинець.

## Походження
Перші згадки литовсько-руського роду Шпаковичів гербу Одинец сягають XV ст., коли король Казимир IV Ягеллончик надав привілей зем'янину Віленського воєводства Михайлу Шпаковичу.
30 квітня 1506 р. у Вільно король польський і великий князь литовський та руський Олександр Ягеллончик надав підтверджуючий привілей «по-руськи писаний» Михайлу Шпаковичу у присутності маршала двору Михайла Глинського і його брата Василя.
У 1638 р. у Варшаві на підставі рішення Панів Ради шляхтич Андрій Шпакович отримав від короля Польщі і Великого князя Литовського Владислава IV «особисто його рукою писаний» підтверджуючий конформаційний привілей на всілякі вольності і переваги шляхетські і на землю Щуровицьку.
У 1699 р. варшавський сейм ліквідував козацтво, що призвело до низки бунтів та розграбування шляхетських маєтків, в тому числі і шляхтича Федор Шпаковича. Через повне розорення, він та його син Іван через вимушені були переселитися «на пасесію» у село Скочищє Київського воєводства, в маєтки Ксаверія Нитославського. За відсутністю власної землі Шпаковичі перетворились у шляхтичів-чиншевиків.
Після поділів Речі Посполитої згідно з Указом 1785 р. шляхта мала доводити своє дворянство. Рід шляхтичів Шпаковичів надав свої документи на розгляд до Київського Дворянського Депутатського зібрання, яке у 1801 р. своїм рішенням внесло рід Шпаковичів до І частини Родовідної книги Київської губернії, а у 1832 р. — до VI частини. Однак, Урядовий Сенат після ревізії справи не затвердив рід у дворянстві, але й остаточно не відмовив. Процес доведення прав роду Шпаковичів на дворянську гідність та розгляд справи у Сенаті тягнувся десятки років, і в подальшому більшість представників роду відмовились від участі в доведенні шляхетського походження та вийшли у міщани, а потім також у селяни.

## Родовідний розпис
- Михайло Шпакович (*? — †?)
  - Адам (*? — †?)
    - Андрій (*? — †?)
      - Захарій (*? — †?)
        - Федір (*? — †?)
          - Іван (*? — †?)
            - Тимофій (*? — †?)
              - Павло (*? — †?)
                - Павло Павлович (*прибл. 1771 — †?)
                  - Мартин Павлович (*1809 — †?)
                    - Іван Мартинович (*1833 — †?)
                      - Василь Іванович (*1863 — †?)
                      - Федір Іванович (*1869 — †?)
                      - Корній Іванович (*1874 — †?)
                      - Петро Іванович (*1878 — †?)
                        - Олексій Петрович (*1909 — †?)[2]

                      - Авксентій Іванович (*1882 — †?)

                    - Стефан Мартинович (*1838 — †?)[3]
                      - Клим Стефанович (*1872 — †1933)
                        - Іван Климович (*? — †1933)

                      - Іполит Стефанович (*1879 — †?)[4]
                        - Микола Іполітович (*1909 — †1942)
                          - Неоніла Миколаївна (*? — †2007) ∞ Ростислав Андрійович Братунь (*1927 — †1995)

                        - Михайло Іполітович (*1918 — †?)[5]

                      - Олександр Стефанович (*1867 — †?)[6]
                        - Філімон Олександрович (*1905 — †?)[7]

                    - Петро Мартинович (*1839 — †?)[8]
                      - Гнат Петрович (*1867 — †?)[9]